# Vliegsport Avia Noord
Vliegsport Avia Noord was een in Eelde aanwezige vliegsportvereniging en was opgerichten in het jaar 1978. Vliegsport Avia Noord was een vliegclub voor privé- en beroepsvliegers en bood daarnaast opleidingsfaciliteiten. 
De vereniging is inmiddels geliquideerd.